# Jules Gallay
Pour les articles homonymes, voir Gallay.
Jules Gallay, né le 4 septembre 1822 à Saint-Quentin et mort le 3 septembre 1897 à Paris, est un avocat, collectionneur et mélomane français.

## Biographie

### Famille
D'une famille protestante de la bourgeoisie genevoise, Jules-Félix Gallay est le fils d'Antoine Gallay, un négociant établi à Saint-Quentin et naturalisé français en 1833, et de Louise Grégoire.
Sa sœur cadette, Jenny, épousera le banquier Louis Dufour, cofondateur de la banque parisienne Paccard, Dufour & Cie et oncle de  Théophile Dufour et de Louis Dufour-Vernes.

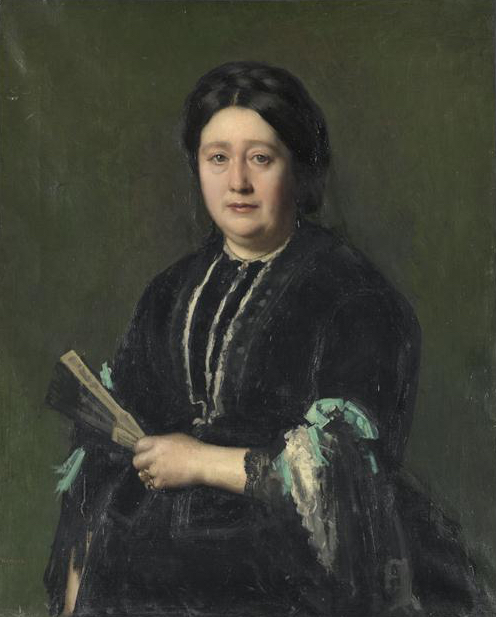
Portrait de Mme Jules Gallay, née Laure Goüin, par Jean-Jacques Henner (Musée national Jean-Jacques Henner).

Jules Gallay épouse le 14 juin 1847 Laure Goüin. Son épouse, fille du banquier Jules Goüin et petit-nièce du général-comte Pierre Dumoustier, succède à Mlle Davillier à la tête de l'Association protestante de bienfaisance de Paris, qu'elle préside de 1871 à 1892 (remplacée par Mlle de Neuflize),. Ils seront les parents de : 
- Maurice Gallay (1848-1898), officier et chimiste, installé en Indochine, où il sera propriétaire du Grand Hotel de Đồ Sơn à Haïphong qu'il avait fait construire, contribuant ainsi grandement au développement de la station balnéaire Đồ Sơn[6]. Il épouse Valentine Honegger, fille d'Adolphe Honneger, propriétaire de la Villa Bella Vista, et arrière petite-fille d'Alexandre Bacot (d'où : Marie-Antoinette Gallay, épouse du général Charles Jordan ; Yvonne Gallay, épouse de Jacques Faure ; Robert Gallay, cofondateur et secrétaire général de la International Lawn Tennis Federation, marié à Abeille Villard)
- Marcel Gallay (1852-1932), membre du Racing Club de Paris

Il avait une maison de campagne à Meudon-Bellevue (rue de la Terrasse).

### Carrière
Avocat à la Cour d'appel de Paris, il contribue sur les questions juridiques au Journal des chemins de fer.
Il siège au conseil d'administration de la Compagnie générale des marchés et de la Compagnie des marchés du Temple et Saint-Honoré, ainsi qu'au conseil de surveillance de la Compagnie des forges de Châtillon-Commentry et Neuves-Maisons.
Il devient premier adjoint au maire du 8e arrondissement de Paris le 9 juillet 1871.
Il est assesseur du comité directeur de la Société de patronage des prisonniers libérés protestants et du comité d'administration de la Société pour l'encouragement de l'instruction primaire parmi les protestants de France, ainsi que membre du conseil supérieur de la Société des ateliers d'aveugles, dont il est l'un des fondateurs et bienfaiteurs. Il est également membre de la commission de surveillance du Service des aliénés de la Seine.
Il est membre du Cercle des chemins de fer et du Cercle de l'Union artistique.
Officier d'académie en 1873, il est décoré de l'ordre de la Légion d'honneur en 1877.

### Mélomane
Collectionneur et mélomane, lui-même violoncelliste, Gallay se consacre à des publications sur la musique, notamment historiques, et collabore aux suppléments de la Biographie universelle des musiciens de François-Joseph Fétis.
Il fait partie du jury international, section musique à l'Exposition universelle de Vienne et y rédige un rapport officiel sur les instruments à arche. Il est membre de la commission d'admission et du jury à l'exposition de Paris de 1878.
Gallay fait divers dons à plusieurs musées, dont un violon de Francois-Louis Pique et le portrait de Marin Marais peint par André Bouys au Musée instrumental du Conservatoire de Paris en 1888.

## Quelques publications
- Les luthiers italiens aux XVIIe et XVIIIe siècles (1868, 1869, 2010)
- Le mariage de la musique avec la danse (1864) : précédé d'une introduction historique et accompagné de notes éclaircissements (1870)
- Les instruments des écoles italiennes : catalogue, précédé d'une introduction et suivi de notes sur les principaux maîtres (1872, 2010)
- La Musique en Lorraine, étude rétrospective d'après les archives locales (1882, 1972)
- Un inventaire sous la terreur : État des instruments de musique relevé chez les émigrés et condamnés (1890, 2010)
- Les instruments à archet à l'Exposition universelle de 1867 (1980, 1981)
- Les instruments à archet: à l'exposition universelle de Vienne, en 1873 (1875)